# Rhytachne latifolia
Rhytachne latifolia är en gräsart som beskrevs av Clayton. Rhytachne latifolia ingår i släktet Rhytachne och familjen gräs. Inga underarter finns listade i Catalogue of Life.